# 7632 Stanislav
7632 Stanislav (1982 UT5) là một tiểu hành tinh vành đai chính được phát hiện ngày 20 tháng 10 năm 1982 bởi L. G. Karachkina ở Nauchnyj.